# Hylaeus pele
Hylaeus pele är en biart som först beskrevs av Perkins 1911.  Hylaeus pele ingår i släktet citronbin, och familjen korttungebin. Inga underarter finns listade i Catalogue of Life.